# پرنده شب
پرنده شب (به انگلیسی: Nightbird) آلبومی گردآوری شده از یانی می‌باشد که در ۲۸ اکتبر ۱۹۹۷ منتشر شده‌است.